# Mosaic (mini-série)
Pour les articles homonymes, voir Mosaic.
Mosaic est une mini-série américaine en six épisodes créée par Steven Soderbergh et diffusée à partir du 22 janvier 2018 sur HBO.
En France, la série est diffusée diffusée à partir du 23 janvier 2018 sur OCS.
Mosaic est également proposé au format interactif, uniquement aux États-Unis, à partir du 8 novembre 2017 sur iOS et du 21 novembre 2017 sur Android.

## Synopsis
Olivia Lake, est une autrice à succès de livres pour enfants. Elle est assassinée lors du réveillon de la Saint-Sylvestre,.

## Distribution
- Sharon Stone (VF : Micky Sébastian) : Olivia Lake
- Garrett Hedlund (VF : Marc Arnaud) : Joel Hurley
- Frederick Weller (VF : Cédric Dumond) : Eric Neill
- Jennifer Ferrin (VF : Laura Zichy) : Petra Neill
- Devin Ratray (VF : Christophe Lemoine) : Nate Henry
- Maya Kazan : Laura Hurley
- Beau Bridges (VF : José Luccioni) : Alan Pape
- James Ransone : Michael O'Connor
- Jeremy Bobb (VF : Bernard Gabay) : Frank Scott

## Épisodes
1. Double jeu (Meet Olivia Lake)
2. Le doute s'installe (Moving Forward, Not Back)
3. Zébratite (Zebra-Itis)
4. Ilsa de Finlande (Ilsa From Finland)
5. L'heure de vérité (The Reckoning)
6. Faits et fiction (Fact and Fiction)